# Colin Eglin
Pour les articles homonymes, voir Eglin.
 (mai 2017).
Si vous disposez d'ouvrages ou d'articles de référence ou si vous connaissez des sites web de qualité traitant du thème abordé ici, merci de compléter l'article en donnant les références utiles à sa vérifiabilité et en les liant à la section « Notes et références ».
Colin Eglin (né le 14 avril 1925 au Cap, et mort le 30 novembre 2013) est un homme politique anglophone et libéral d'Afrique du Sud, député de 1958 à 1961 et de 1974 à 2004. Membre du parti uni, il fut l'un des cofondateurs du parti progressiste en 1959 et du parti démocratique en 1989.

## Origines et études
Colin Eglin est né à Sea Point, faubourg du Cap, le 14 avril 1925. Fils de Carl August et Elsie May Eglin, il passe son enfance  dans le quartier de Pinelands au Cap avant de partir vivre chez sa tante dans l'État libre d'Orange, à la mort de son père alors qu'il n'a que neuf ans.
Eglin fait sa scolarité à l'école de Hobhouse, seul anglophone d'une école afrikaner. C'est au lycée « De Villiers Graaf » à Villiersdorp, province du Cap qu'il termine sa scolarité en 1939, alors qu'il n'a que 14 ans. En 1940, Eglin s'inscrit à l'Université du Cap.
En 1943, âgé de 18 ans, il interrompt ses études pour s'enrôler dans l'armée où il instruit les unités anti-aériennes du Cap. Il est ensuite envoyé dans une unité anti-aérienne en Égypte puis en Italie où il prend part à l'assaut de Monte Sole.
En 1946, il revient en Afrique du Sud pour reprendre ses études et s'implique dans des associations de droits civiques comme le Pinelands Young People’s Club qui aide à mettre en place une association sœur pour les gens de couleurs du village de Maitland.

## Carrière politique
En 1951, Eglin devient le président de l'association civique de Pinelands et est élu au conseil municipal. En 1953, Colin Eglin prend en charge la campagne politique de son ami, Zach de Beer, candidat du Parti uni (UP) pour le siège de Maitland au Parlement. En 1954, il est élu sans opposition conseiller provincial UP de Pinelands et devient le président du conseil UP de la péninsule du Cap.

### Député au parlement, cofondateur du parti progressiste

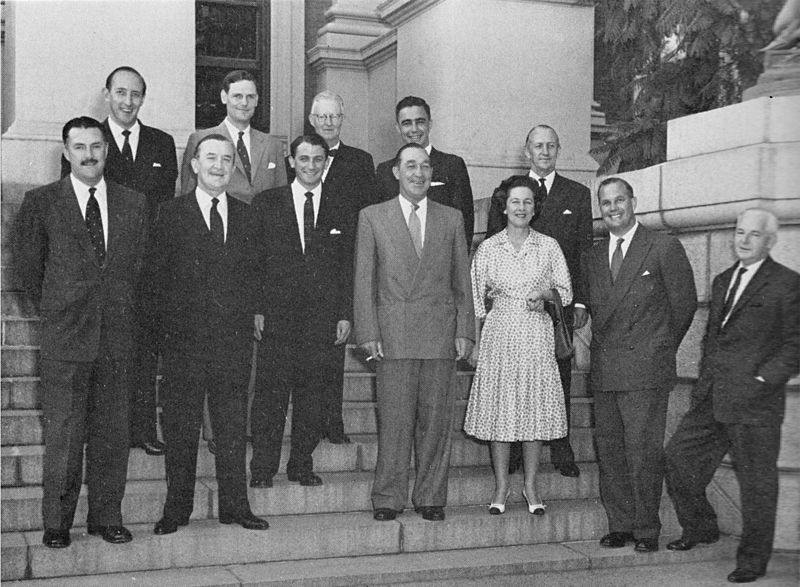
Le caucus du parti progressiste en 1960. Au premier rang : Walter Stanford, Harry Gordon Lawrence, Boris Wilson, Jan Steytler, Helen Suzman, Colin Eglin, Owen Williams. Au second rang : Ray Swart, Clive van Ryneveld, John Cope, Zach de Beer, Ronald Butcher

En 1958, Colin Eglin est élu député de la péninsule du Cap.
En novembre 1959, il est l'un des dissidents de l'UP qui fonde le Parti progressiste (PP) mais en 1961, il perd son siège de député lors des élections générales.

### Le chef du parti progressiste
En 1966, il prend la présidence de l'organe exécutif du PP et se présente aux élections législatives à Sea Point mais est battu ainsi qu'en 1971, année où il succède cependant à Jan Steytler en tant que chef du parti progressiste. Il tente d'attirer le vote afrikaner et crée le premier journal libéral en afrikaans, intitulé Deurbraak. Dans le même temps, il tente d'établir un dialogue inter-racial. En 1974, Eglin est de nouveau élu au parlement en même temps que 5 autres membres du PP. Un sixième siège est encore remporté lors d'une élection partielle.
En 1975, Eglin négocie une fusion avec les membres du parti réformiste pour former le Parti progressiste réformiste. En 1979, il cède son poste de président du parti progressiste fédéral à Frederik van Zyl Slabbert. En 1986, il redevient président à la suite de la démission de Van Zyl Slabbert. En 1988, c'est son ami Zach de Beer qui lui succède.
Eglin est l'un des négociateurs avec les groupuscules libéraux et réformistes pour fusionner en 1989 dans un nouveau parti d'opposition, le Parti démocratique. En 1991, il participe aux négociations constitutionnelles pour mettre fin à l'apartheid.
Réélu au parlement en 1994 et en 1999, il rejoint l'Alliance démocratique lors de la formation de celle-ci en 2000. Il quitte la vie politique active en 2004.
Marié, Eglin est père de trois filles. Retiré de la vie politique, il vivait dans le quartier de Clifton au Cap.